# Вольная борьба на летней Спартакиаде народов СССР 1986
Соревнования по вольной борьбе на IX летней Спартакиаде народов СССР проходили с 16 по 19 июля 1986 года в Минске. Они не носили статус 42-го чемпионата СССР по вольной борьбе, который был проведён отдельно в мае этого года в городе Орджоникидзе.

## Медалисты
| Весовая категория            | Золото                              | Серебро                             | Бронза                                 |
| ---------------------------- | ----------------------------------- | ----------------------------------- | -------------------------------------- |
| До 48 кг Наилегчайший вес    | Пётр Христофоров Украинская ССР     | Радик Бадретдинов Казахская ССР     | Норайр Айвазян Белорусская ССР         |
| До 52 кг Легчайший вес       | Сасун Егшатян Армянская ССР         | Эльшан Мамедов Украинская ССР       | А. Сулиев Казахская ССР                |
| До 57 кг Полулёгкий вес      | Осман Эфендиев РСФСР                | Серик Алшимбаев Казахская ССР       | Камалутдин Абдулдаудов Белорусская ССР |
| До 62 кг Лёгкий вес          | Борис Савва Молдавская ССР          | Иван Тарадай Украинская ССР         | С. Дияченко Белорусская ССР            |
| До 68 кг 1-й полусредний вес | Игорь Щерба Белорусская ССР         | Закир Алимурзаев Москва             | Владимир Евонов Украинская ССР         |
| До 74 кг 2-й полусредний вес | Сайд-Хусейн Муртазалиев РСФСР       | Якуб Худжаев Казахская ССР          | А. Чертикоев Белорусская ССР           |
| До 82 кг 1-й средний вес     | Автандил Гоголишвили Грузинская ССР | Алибек Зубаиров РСФСР               | Егише Карапетян Армянская ССР          |
| До 90 кг 2-й средний вес     | Абек Бисултанов РСФСР               | Шамиль Абдурахманов Белорусская ССР | Рудик Арутюнян Москва                  |
| До 100 кг Полутяжёлый вес    | Лери Хабелов Грузинская ССР         | Владимир Захаров Москва             | Роберт Тибилов Украинская ССР          |
| До 130 кг Тяжёлый вес        | Давид Гобеджишвили Грузинская ССР   | Заза Турманидзе Грузинская ССР      | Николай Латушкин Белорусская ССР       |